# Verein für Höhlenkunde in Österreich
Der Verein für Höhlenkunde in Österreich war ein von 1907 bis 1924 bestehender speläologischer Verein mit Sitz in Graz. Er „kann aufgrund seiner Konzeption und seiner Tätigkeit als Vorläufer der höhlenkundlichen Verbände Österreichs gelten.“

## Geschichte
Im Herbst 1907 wurde in Graz eine Vereinigung steirischer, niederösterreichischer und mährischer Höhlenforscher und Freunde der Höhlenforschung unter dem Namen Verein für Höhlenkunde gegründet. Der Sitz des Vereines war Graz. Das Arbeitsgebiet umfasste ganz Österreich.
Eine im Jahre 1909 erfolgte Änderung der Satzung des Vereines ermöglichte die Gründung von Sektionen. Es entstanden die Sektionen Semmering (1910), Oberösterreich (1910), Salzburg (1911), Obersteiermark (1911), Niederösterreich (1913), Steiermark (1919) und Brünn.
Von der Gründung bis 1922 wurde der Verein von Hermann Bock und ab 1922 bis zur Auflösung von Franz Mühlhofer als Präsidenten geleitet. Während des Ersten Weltkrieges waren die Speläologen des Vereines mit Höhlenforschungen für militärische Zwecke betraut. Vor allem Hermann Bock beschäftigte sich mit der Erforschung und Ausbau der Höhlen an der Karstfront (San Michele – Doberde) und Georg Lahner mit der Erforschung der Wasserhöhlen im Karst von Montenegro.
Nach dem Krieg wurde seitens des Staatsamtes für Land- und Forstwirtschaft ein großes Gewicht auf die Verwertung von Höhlenphosphaten gelegt. Zur leichteren Zusammenarbeit erklärten sich die Sektionen Oberösterreich und Salzburg als selbständige Landesvereine. 1919 erfolgte die Gründung der Sektion Steiermark. Da sich die Sektionen selbständig gemacht haben und in der Zwischenzeit der Verband Deutscher Höhlenforscher gegründet wurde, bestand keine weitere Notwendigkeit eines gesamtösterreichischen Vereines. Deshalb wurde 1923 die Sektion Steiermark aufgelöst und als selbständiger Verein für Höhlenkunde mit Sitz in Graz weitergeführt. Gleichzeitig wurde der Verein für Höhlenkunde in Österreich aufgelöst und die Tätigkeit an den neuen Verein übergeben. Das Arbeitsgebiet des Vereines umfasste nun die Mittelsteiermark und die östliche Obersteiermark.
Nach der Veranstaltung eines Höhlenballes, der ein großes Defizit brachte, folgten Unstimmigkeiten im Verein, worauf am 13. November 1924 die Auflösung des Vereines für Höhlenkunde mit Sitz in Graz beschlossen wurde.

## Aktivitäten
Die Tätigkeit des Vereins galt vor allem der Erforschung und touristischen Erschließung des Lurgrottensystems zwischen Semriach und Peggau, wo in den Jahren 1907 bis 1909 umfangreiche Neuentdeckungen erzielt wurden. 1909 wurde der 4 km lange Hauptgang von Mitgliedern des Vereines unter der Leitung von Hermann Bock in 28 Tagen vermessen. Außer der Lurgrotte wurden auch Forschungen in Höhlen der Hochlantschgruppe und des Schöckls unternommen. Die Vermessungen in der Lurgrotte führten zur Gründung der Lurgrottengesellschaft zwecks Erschließung des ganzen Höhlenzuges zwischen Semriach und Peggau.
Für die Erforschung des Semmeringgebietes wurde 1909 ein Ortsausschuss errichtet, der sich später zur Sektion Semmering entwickelte. Anlässlich einer gemeinsamen Erforschung des Wasserschlingers von Dana durch den Höhlenforscherverein Hades in Triest mit oberösterreichischen Forschern wurde die gemeinsame Erforschung der Dachsteinhöhlen beschlossen.
Am 31. Oktober 1910 erfolgte die Gründung der Sektion Oberösterreich. In den Jahren 1910 bis 1914 wurden die Dachstein-Rieseneishöhle und Dachstein-Mammuthöhle mit großem Erfolg erforscht. Über die Ergebnisse der Forschungen im Dachstein wurde im Werk „Höhlen im Dachstein“ berichtet. Von 8. bis 10. September 1911 wurde in Salzburg der erste österreichische Speläologenkongress abgehalten.

### Veröffentlichungen
Zwischen 1908 und 1919 veröffentlichte der Verein die Zeitschrift „Mitteilungen für Höhlenkunde“.

## Bekannte Mitglieder
- Erwin Angermayer
- Hermann Bock
- Georg Lahner
- Alexander Mörk von Mörkenstein
- Franz Mühlhofer
- Rudolf Polland
- Rudolf Saar